# Puissance paternelle
En droit civil, la puissance paternelle est la désignation antérieure de l'autorité parentale. Elle consacre l'autorité du père comme chef de famille, de manière analogue au pater familias du droit romain. Cette notion a été abolie dans les années 1970 à la suite des critiques provenant du mouvement de libération des femmes. Désormais, le mari et l'épouse exercent un pouvoir égal dans la direction de la famille et l'autorité sur les enfants.

## Droit français
Autorité parentale a remplacé en droit français la « puissance paternelle » qui assurait l'exclusivité de l'autorité du père sur les enfants (l'autorité du mari sur la femme s'appelait « puissance maritale »).

## Droit québécois
En droit québécois, la règle de la puissance paternelle était codifiée aux l'article 242 à 245 j) du Code civil du Bas-Canada. Ces dispositions ont été abrogées par une loi adoptée en 1977.  
Dans le Code civil du Québec, cette notion est remplacée par la règle de l'article 394 C.c.Q. dans le régime primaire qui prévoit que « Ensemble, les époux assurent la direction morale et matérielle de la famille, exercent l’autorité parentale et assument les tâches qui en découlent ».